# Александров, Александр Данилович
Алекса́ндр Дани́лович Алекса́ндров (22 июля [4 августа] 1912, Волынь — 27 июля 1999, Санкт-Петербург) — советский и российский математик, физик, философ

 и альпинист. Организатор образования и науки в системе высшей школы. Ректор Ленинградского государственного университета (1952—1964). Академик АН СССР и РАН. Заслуженный деятель науки и техники РСФСР. Лауреат Сталинской премии. Мастер спорта СССР.

## Биография
Родился в деревне Волынь Рязанского уезда Рязанской губернии, но с раннего детства жил в Петербурге, где его отец Даниил Александрович Александров и мать Елизавета Иосифовна Бартошевич преподавали в гимназии (до 1917 года именовавшейся гимназией княгини Оболенской, затем переименованной в 16-ю единую трудовую школу). Кроме Александра в семье были ещё две дочери Вера (1910 года рождения) и Мария (1914 года рождения). Оба родителя были дворянского происхождения. Отец, Даниил Александрович Александров, происходил из старинного дворянского рода, поступил в Петербургский университет на естественное отделение, за участие в студенческих волнениях исключался из университета, но всё же смог успешно его закончить. Мать, Елизавета Иосифовна Бартошевич, происходила из польского дворянского рода, окончила Педагогический институт. При Советской власти отец стал директором 16-й средней школы, был членом Петроградского Совета, а мать — членом Ленинградского Совета. В 1930 году по причине беспартийности отец был отстранен от должности директора школы. Оба родителя оказались в блокадном Ленинграде, где отец умер от голода в 1942 году, мать же весной 1942 года была эвакуирована к сыну в Казань.

### Образование
В 1928 году — окончил среднюю школу (в одном классе с ним учился будущий писатель и драматург В. А. Лифшиц)[значимость факта?], но по причине юного возраста родители отсоветовали ему поступать в университет, поэтому он год проучился в художественной школе.
В 1929 году — поступил на физическое отделение физико-математического факультета Ленинградского государственного университета (ЛГУ), учёбу на котором окончил за 4 года в 1933 году по специальности «теоретическая физика». Дипломную работу «Вычисление энергии двухвалентного атома по методу Фока» защитил на «отлично». В ЛГУ его учителями были физик В. А. Фок и математик Б. Н. Делоне. Отказался от рекомендации в аспирантуру, сказав: «я не могу поручиться, что я всегда буду делать то, что полагается». В результате получил выговор и два комплимента: один от В. А. Фока: «Вы слишком порядочный человек», а другой от Б. Н. Делоне: «Александр Данилович, Вы слишком не карьерист».

### Работа

Мемориальная доска в Новосибирске

С декабря 1930 года по октябрь 1932 года — работал в Государственном оптическом институте в должности научно-технического сотрудника.
В 1932 году — перешёл на работу в Физический институт ЛГУ, где работал в теоретическом отделе до 1936 года в качестве научного сотрудника.
С 1933 — работал ассистентом на математико-механическом факультете ЛГУ;
с 1937 года — и. о. профессора на математико-механическом факультете ЛГУ;
с 1944 года — профессором на математико-механическом факультете ЛГУ;
с 1936 года — перешёл полностью на работу по математике;
с 1937 по 1938 год — работал и. о. профессора Педагогического института им. Покровского (Ленинград);
с 1938 по 1953 год — старший научный сотрудник Математического института АН СССР в Ленинграде (с ноября 1941 года по осень 1944 год в эвакуации в Казани);
1945 год — утверждён в звании профессора по кафедре геометрии (решение Высшей аттестационной комиссии от 10 февраля 1945 года);
с 1965 по 1982 год — был заведующим кафедрой геометрии и топологии в НГУ. Александров создал новое направление в теории дифференциальных уравнений эллиптического типа — геометрическую теорию уравнений эллиптического типа;
с апреля 1952 года по октябрь 1964 года — ректор ЛГУ;
с 1953 года по 1960 год — заведующий кафедрой геометрии ЛГУ;
с 1964 года по 1986 год — жил в Новосибирске, заведовал отделом обобщённой римановой геометрии в Институте математики СО АН СССР и преподавал в Новосибирском государственном университете.
1986 год — вернулся в Ленинград на должность заведующего лабораторией геометрии и топологии Ленинградского отделения Математического института АН СССР (ЛОМИ).

### Научная степень
1935 год — защищает кандидатскую диссертацию;
1937 год — защищает докторскую диссертацию (диплом ФМ № 000139 выдан решением Высшей аттестационной комиссии от 29 марта 1938 года).

### Член научного общества
1946 год — избран членом-корреспондентом АН СССР;
С июня 1964 года — академик АН СССР,
С 1975 года — иностранный член итальянской Академии сорока;
С 1988 года — советник при дирекции ЛОМИ. Был членом правления Ленинградского математического общества.

### Политическая деятельность
Александров всю свою жизнь придерживался коммунистического мировоззрения, при этом он понимал порочность политической системы СССР и не скрывал своё отношение к ней.
1951 год — вступил в КПСС.
С 1958 по 1962 год — избирался депутатом Верховного Совета РСФСР 5-го созыва.
1961 год — воздержался при голосовании закона, вводящего смертную казнь за валютные операции с приданием этой норме обратной силы. Это было единственным зафиксированным в истории случаем неединогласного голосования на пленарных заседаниях доперестроечных Верховных Советов СССР и РСФСР (с 1937 по 1985 год).

Могила Александрова на Богословском кладбище Санкт-Петербурга.

### Смерть
Скончался после продолжительной болезни, похоронен на Богословском кладбище (Санкт-Петербург).

## Семья
Сёстры: В. Д. Александрова — ботаник, доктор биологических наук; Мария Даниловна Александрова (13 января 1914—2000) — работала в Тартуском и Ленинградском университетах, исследователь в область когнитивной психологии и автор первой в СССР монографии по геронтопсихологии.
В 1937 году женился на студентке физического факультета Марианне Леонидовне Георг, коренной петербурженке (во втором браке замужем за Д. К. Фаддеевым). Её родители тоже преподавали в школе. Впоследствии она, работая в Радиевом институте АН СССР, защитила кандидатскую диссертацию по ядерной физике. В семье родилось двое детей: Дарья (1948 г. р.) и Даниил (1957 г. р., биолог и социолог).
В 1980 году женился на Светлане Михайловне Владимировой (в девичестве Богачева), которая работала в ЛГУ ассистентом на кафедре геометрии.

## Вклад
Помимо того, что Александр Александров являлся основоположником своей научной школы, им также были созданы новые приёмы исследований.
Эти приёмы оказались эффективными не только в геометрии, но и в смежных областях математики.
Им был написан ряд монографий, множество научных и публицистических статей, учебников для школ и ВУЗов, воспоминания об учёных и философские эссе о моральной ценности науки.
Вклад Александрова в математику проходил под девизом «Назад — к Евклиду».
Сам он отмечал, что «пафос современной математики в том, что происходит возврат к грекам».
Ранние работы Александрова обогатили геометрию методами теории меры и функционального анализа. Александров развил синтетический подход к дифференциальной геометрии.
Он — один из создателей внутренней геометрии нерегулярных поверхностей, разработал наглядный метод разрезания и склеивания, позволивший Александрову решить многие экстремальные задачи теории многообразий ограниченной кривизны.
Построил теорию метрических пространств с односторонними ограничениями на кривизну.
Благодаря работам Александрова возник естественный класс метрических пространств, обобщающих римановы пространства в том смысле, что в них осмыслено центральное для римановой геометрии понятие кривизны.
Эта область получила название «геометрия Александрова», она по сей день активно развивается.
В работах Александрова также получила развитие теория смешанных объёмов выпуклых тел. Он доказал фундаментальные теоремы о выпуклых многогранниках и предложил новый синтетический метод доказательства теорем существования.
Мало известны работы А. Д. Александрова по физике. Одна из его работ (1952 г. ) по квантовой механике давала правильное объяснение особой природы ЭПР-парадокса. Он выдвинул общее понятие о несиловой, квантовой связи, разрешающее ЭПР-парадокс. Иначе говоря, он заявил о реальности квантовой запутанности.  В другой работе (1934 г.) было показано, что квантовая механика – это модифицированная механика Ньютона, в которой состояния тел характеризуются волновой функцией, а уравнение Шредингера, в принципе, – следствие уравнения Ньютона. В 1959 году А.Д.Александров предсказал существование абсолютного движения относительно электромагнитного поля, заполняющего пространство Вселенной. Это поле было обнаружено (1965 г.), названо реликтовым фоновым излучением, а открывшие его удостоены Нобелевской премии.
А. Д. Александров также является основоположником хроногеометрии - оснований теории относительности. Им построена аксиоматическая причинная теория пространства-времени.

## Сочинения
- Делоне, Б. Н., Падуров, Н. Н., Александров, А. Д. Математические основы структурного анализа кристаллов и определение основного параллелепипеда повторяемости при помощи рентгеновских лучей. — Гостехиздат, 1934.
- Александров, А. Д. Внутренняя геометрия выпуклых поверхностей. — Теортехиздат, 1948.
- Александров, А. Д. Выпуклые многогранники. — Гостехиздат, 1950.
- Александров А. Д. Основания геометрии. — М.: Наука, 1987. Архивировано 9 мая 2012 года.

### Статьи
- Александров А. Д. Тупость и гений // Квант. — 1982. — № 11. — С. 12—17.
Александров А. Д. Тупость и гений (окончание) // Квант. — 1982. — № 12. — С. 7—12,15.
- Александров А. Д. Наука и Этика [Александров А. Д. Проблемы науки и позиция ученого. — Л.: Наука, 1988.]
- Александров, А.Д.  Замечание о правилах коммутации и уравнении Шредингера // Докл. АН СССР. 1934. Т. 4, № 4. С. 198–200.
- Александров, А.Д. Теория относительности как теория абсолютного пространства-времени // Философские вопросы современной физики. М., 1959.

### Сборники трудов
- Александров А. Д. Избранные труды. — Новосибирск: Наука, 2006. — Т. 1 (Геометрия и приложения). — lii + 748 с. — 1000 экз. — ISBN 5-02-032428-0.
- Александров А. Д. Избранные труды. — Новосибирск: Наука, 2007. — Т. 2 (Выпуклые многогранники). — iv + 492 с. — 700 экз. — ISBN 978-5-02-023184-9.
- Александров А. Д. Избранные труды. — Новосибирск: Наука, 2008. — Т. 3 (Статьи разных лет). — iv + 734 с. — 1000 экз. — ISBN 978-5-02-035566-8.

## Ученики
- Либерман И., Оловянишников С., Костелянец П. — все трое погибли на фронтах Великой Отечественной войны
- Погорелов А. — из Харькова, Юсупов А. — из Бухары
- Ленинградские ученики (в порядке участия в семинарах): Борисов Ю., Залгаллер В., Решетняк Ю., Бакельман И., Волков Ю., Заморзаев А., Богачева С. (позднее — жена А. Д. во втором браке), Боровский Ю., Пименов Р.
- Собчук В. С. и Старохозяев — с Украины
- Русиешвили Г. — из Грузии
- Франк Б. и Франк Г. — из Германии
- Бураго Ю., Крейнович В., Перельман Г.
- Приехавшие из Алма-Аты, куда А. Д. ездил читать лекции: Квачко М., Овчинникова В., Сенькин Е. П.
- Оставшиеся в Алма-Ате: Зильберберг А., Стрельцов В. В., Юсупов Д.
- Новосибирские ученики: Гуц А., Кузьминых А., Левичев А., Шайденко А., Астраков С., Дискант В. И.

С А. Д. Александровым в Ленинграде и Новосибирске работали также ученики его учеников. Ряд из них стали его соавторами: Берестовский В., Вернер А., Гольдштейн В., Крушкаль С., Нецветаев Н., Николаев И., Рыжик В.
Последним аспирантом А. Д. Александрова (уже после его возвращения в Ленинград) являлся Григорий Перельман, который в 2002 году решил проблему Тёрстона о геометризации, чем, в частности, доказал знаменитую гипотезу Пуанкаре.

## Альпинизм
А. Д. увлёкся альпинизмом под влиянием своего руководителя Б. Н. Делоне. Летом 1937 года, после защиты докторской диссертации, вместе с И. Чашниковым он совершает первовосхождение на вершину Чотчи и с К. Пискарёвым осуществляет подъём на Бу-Ульген по западной стене (одно из первых стенных восхождений советского альпинизма). … В 1940 году он участвует в рекордном траверсе … Ему удаётся почти чудом задержать падение А. Громова, сорвавшегося вместе со снежным карнизом. Этим траверсом А. Д. Александров завершает выполнение мастерского норматива по альпинизму. Великая Отечественная война отложила присвоение ему этого почётного звания до 1949 г.
Сам А. Д. Александров рассказывал, что полюбил горы, оказавшись с отцом в Крыму в 1932 году.
Во время Великой Отечественной войны, несмотря на полагавшуюся ему бронь, А. Д. Александров сделал попытку войти в альпийский батальон, формировавшийся на Кавказе, но получил отказ.
В 1949 году присвоено звание мастера спорта СССР по альпинизму.
Будучи ректором, Александров всячески способствовал спортивному альпинизму в университете, принимая в восхождениях активное участие.
Свой пятидесятый день рождения А. Д. встретил в горах с друзьями. Он совершил одиночное первовосхождение на безымянный пик 6222 м (Шахдаринский хребет, Памир), которому по его предложению было дано имя «Пик Ленинградского университета». В последующие годы А. Д. из-за недомоганий не совершал восхождений, но всегда мечтал о них. И, наконец, в 1982 году, в год своего семидесятилетия, он вместе с К. Толстовым совершает на Тянь-Шане своё последнее восхождение на пик Панфилова…

## Награды
- Орден Ленина (1961)[источник не указан 79 дней]
- Заслуженный деятель науки и техники РСФСР (1963)[16]
- Четыре ордена Трудового Красного Знамени (1953, 1957, 1975 и 16 октября 1990), последний вручён за особый вклад в сохранение и развитие генетики и селекции, подготовку высококвалифицированных научных кадров[17]
- Орден Дружбы народов (1982)[источник не указан 79 дней]
- Медаль «За оборону Ленинграда» (1945)[источник не указан 79 дней]
- Медаль «За доблестный труд в Великой Отечественной войне 1941—1945 гг.» (1945)[источник не указан 79 дней]
- Лауреат Сталинской премии 2-й степени за научные работы по геометрии (1942)[источник не указан 79 дней]
- Премия имени Н. И. Лобачевского (совместно с Н. В. Ефимовым, за 1951 год) — за работу «Внутренняя геометрия выпуклых поверхностей»[источник не указан 79 дней]
- Золотая медаль имени Леонарда Эйлера (1991) — за фундаментальный вклад в развитие математики[источник не указан 79 дней]
- Орден Почёта (4 июня 1999) — за большой вклад в развитие отечественной науки, подготовку высококвалифицированных кадров и в связи с 275-летием Российской академии наук[18]

## Современники об А. Д. Александрове
7 мая 1954 года Первый секретарь ЦК КПСС Н. С. Хрущёв на собрании актива ленинградской партийной организации заявил: 

«Ведь нельзя же делать так, как ректор Университета т. Александров. Что он здесь заявлял? Вот, говорит, Презент мне не нравится, приказали назначить на работу, но я не назначил и не буду назначать. Дорогой товарищ, за такое отношение вас можно исключить из партии, не за Презента, конечно, а за то, что не выполняете решения, не подчиняетесь государственной дисциплине. Товарищи, если у нас не будет дисциплины, не будет партии (а п л о д и с м е н т ы), не будет государства. (А п л о д и с м е н т ы.) Мы не можем так относиться, как т. Александров, который проявил полное непонимание партийной и государственной дисциплины. Вы выступили как анархист: „выбираю, что мне нравится, провожу, что нравится, а что не нравится — не провожу“. За такие дела во время гражданской войны, во время Отечественной войны расстреливали».

## Память
Имя А. Д. Александрова носит Петербургский геометрический семинар (Санкт-Петербургское отделение Математического института имени В. А. Стеклова РАН)[значимость факта?].